# محمية وادي القف

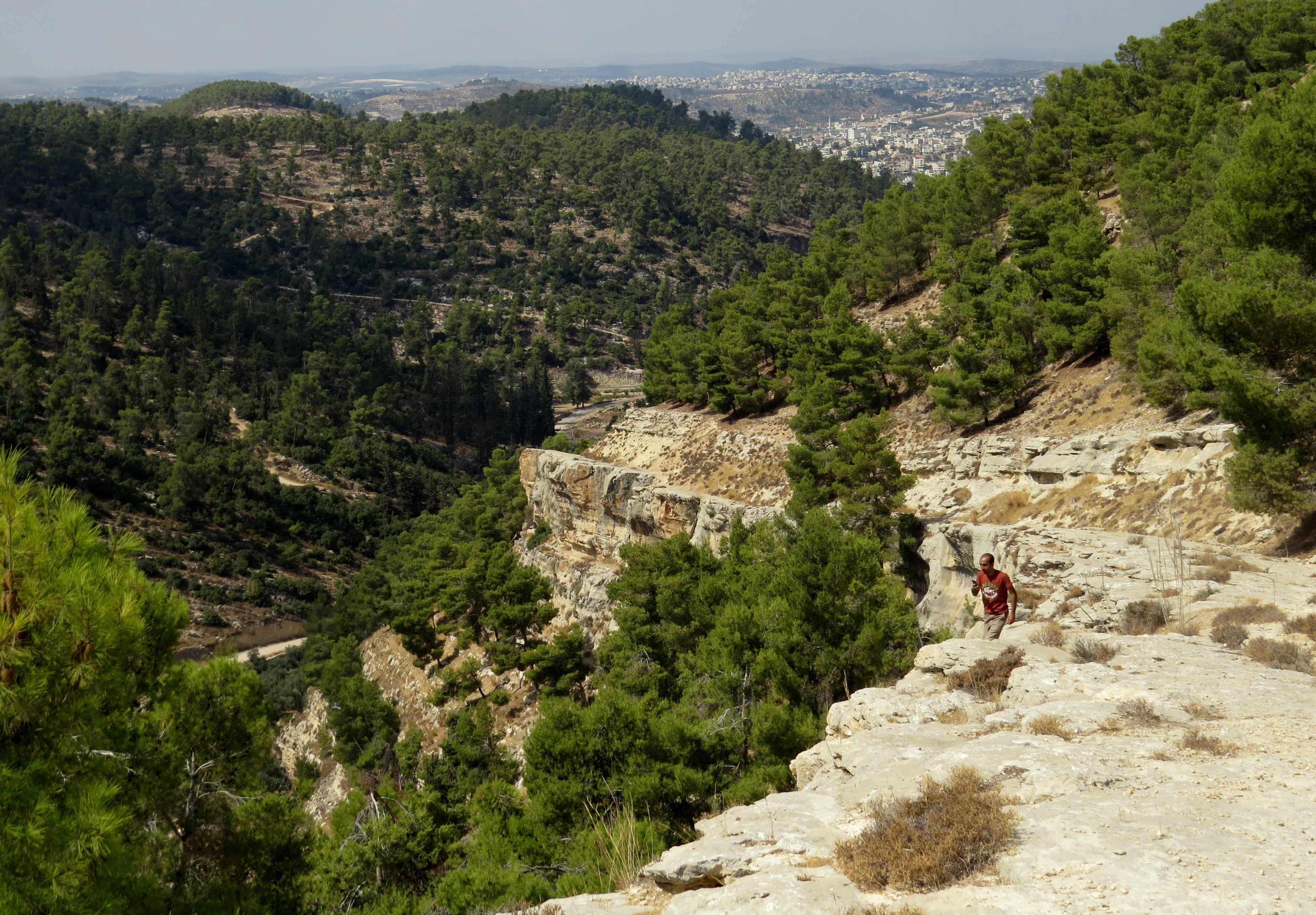
محمية وادي القف ، سبتمبر 2016

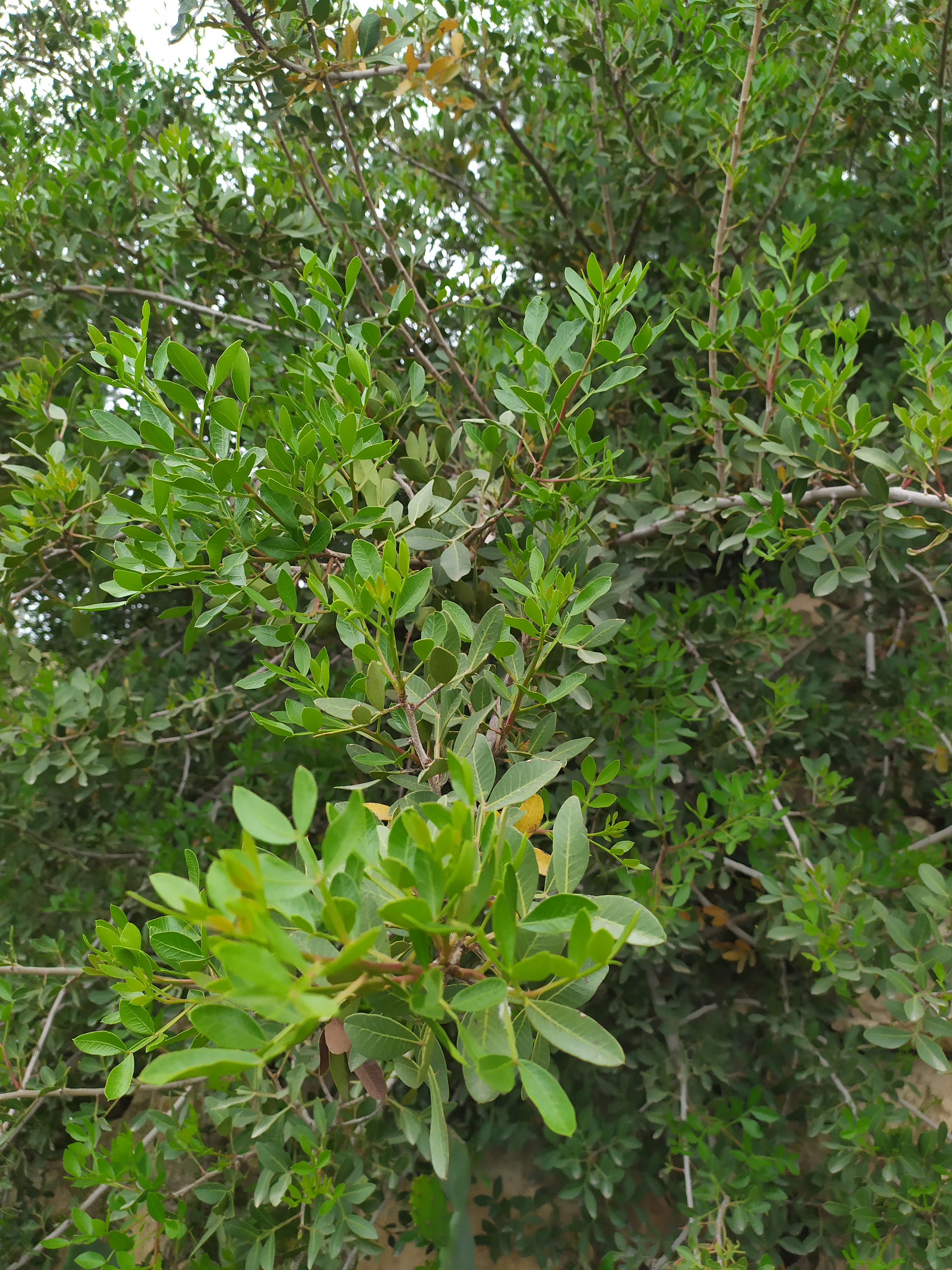
أشجار العذق الجبلي المنتشرة في فلسطين

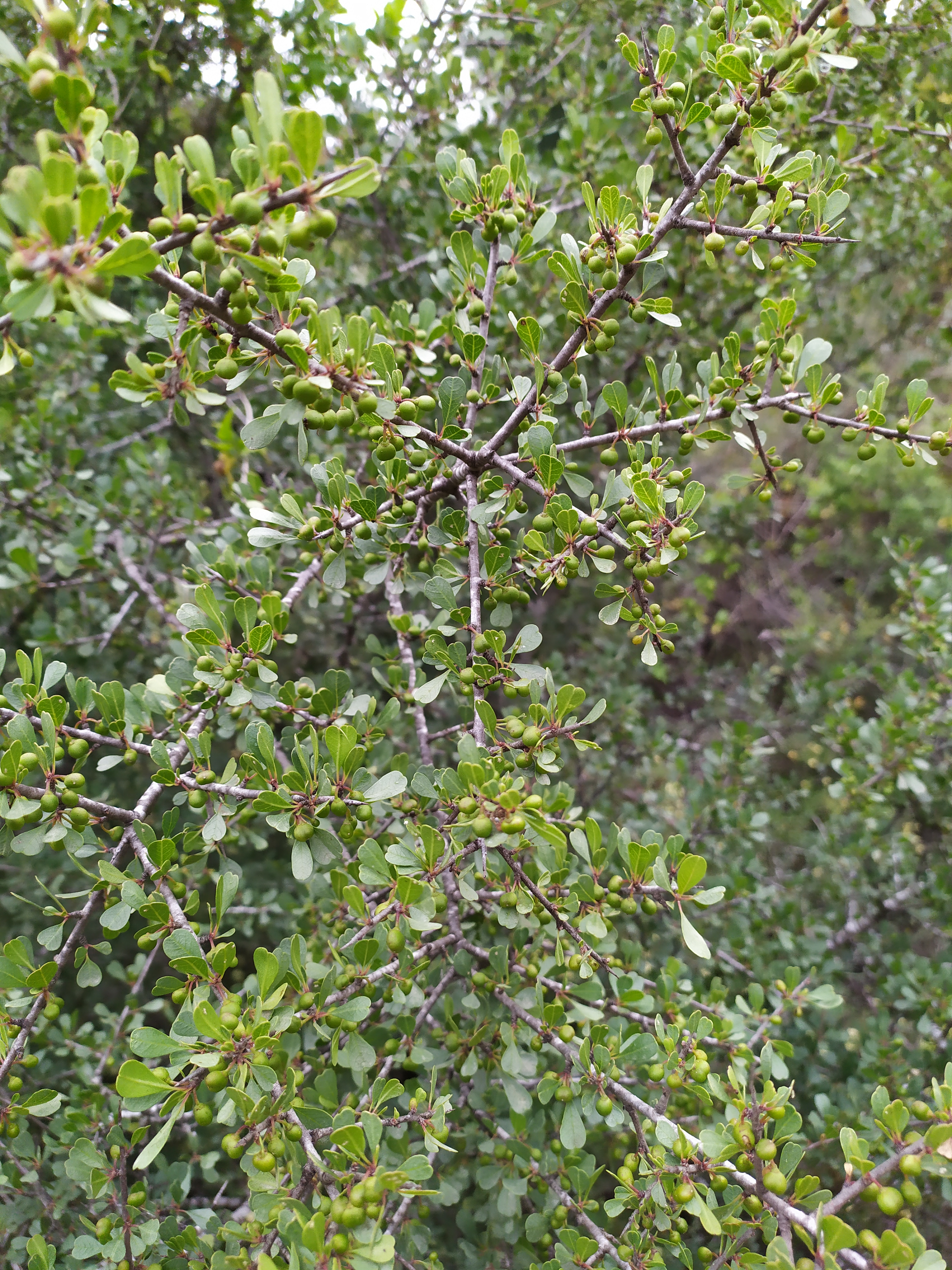
اشجار السويد الجبلي المنتشرة في فلسطين

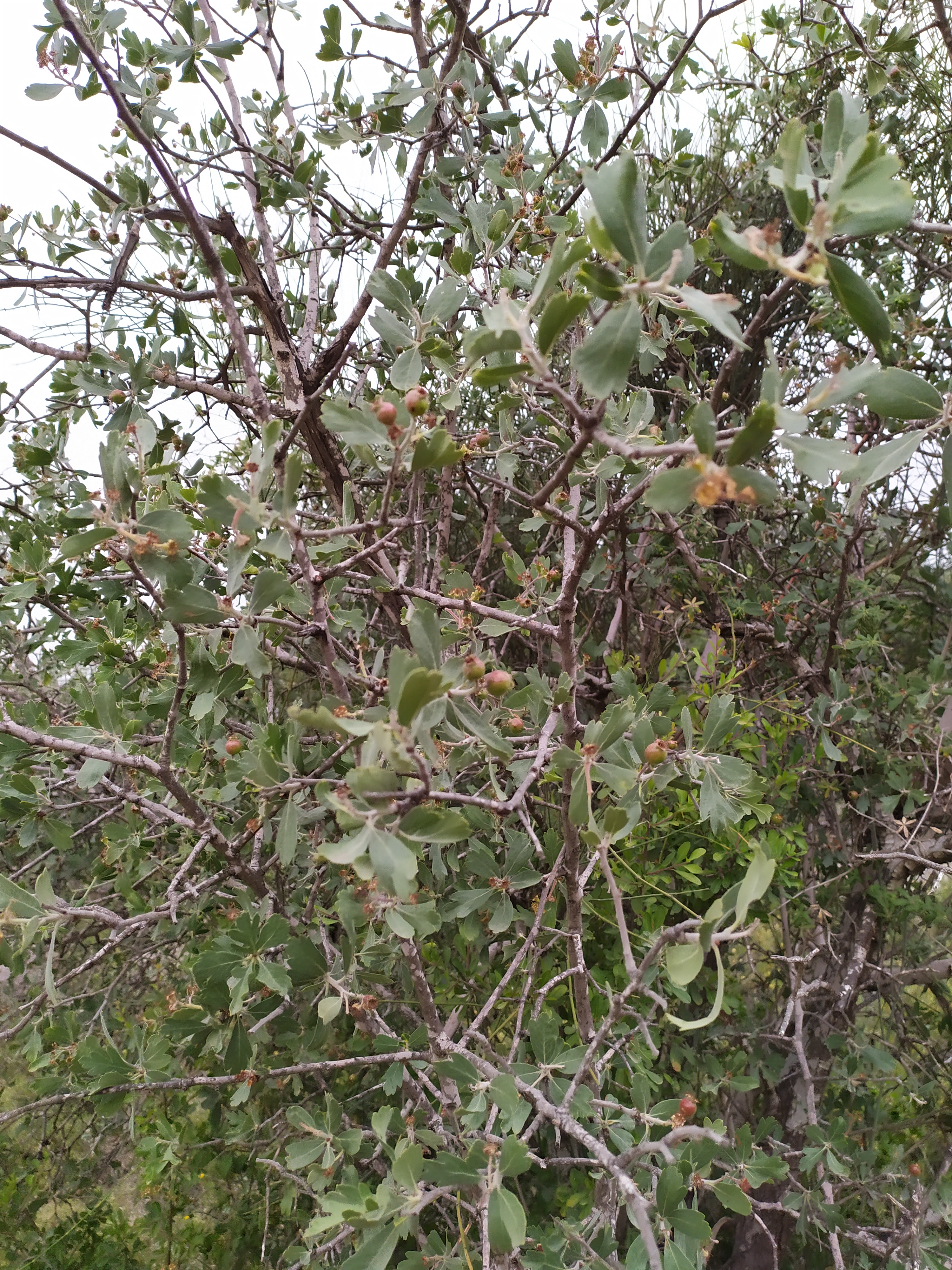
أشجار الزعرور الجبلي المنتشرة في فلسطين

محمية وادي القف الطبيعية، تقع بالقرب من بلدة ترقوميا بمحافظة الخليل،على بعد 6 كلم شمال غرب مدينة الخليل وتعد أكبر المساحات الخضراء في الضفة الغربية والذي يمتد على مساحة تزيد عن 4600 دونم مزروعة بالأشجار الحرجية كالسرو والصنوبر الحلبي، البلوط،السويد،العذق،الخروب، البطم الفلسطيني، وتحتوي المنطقة على تسع تجمعات سكنية يقطنها حوالي 91,443 نسمة 

## الحياة البرية والتنوع الحيوي
- تحوي أشجار كثيفة والغابات، تعد ملاذا آمنا للعديد من الطيور المهاجرة والفراشات الجميلة.[8]

- ويشكل ملجأ لعدد كبير من الحيوانات البرية بسبب كثافة الأشجار في المنطقة.

- في أعماق الوادي تتدفق عين ماء عذبة تروي المستنبتات الزراعية التي أقيمت في المحمية.

- تعتبر متنزه لسكان المحافظة حيث الهواء العليل الذي يحمل أصوات الطيور المتعددة، التي تتسلل من بين أغصان الصنوبر الكثيفة.

## صور

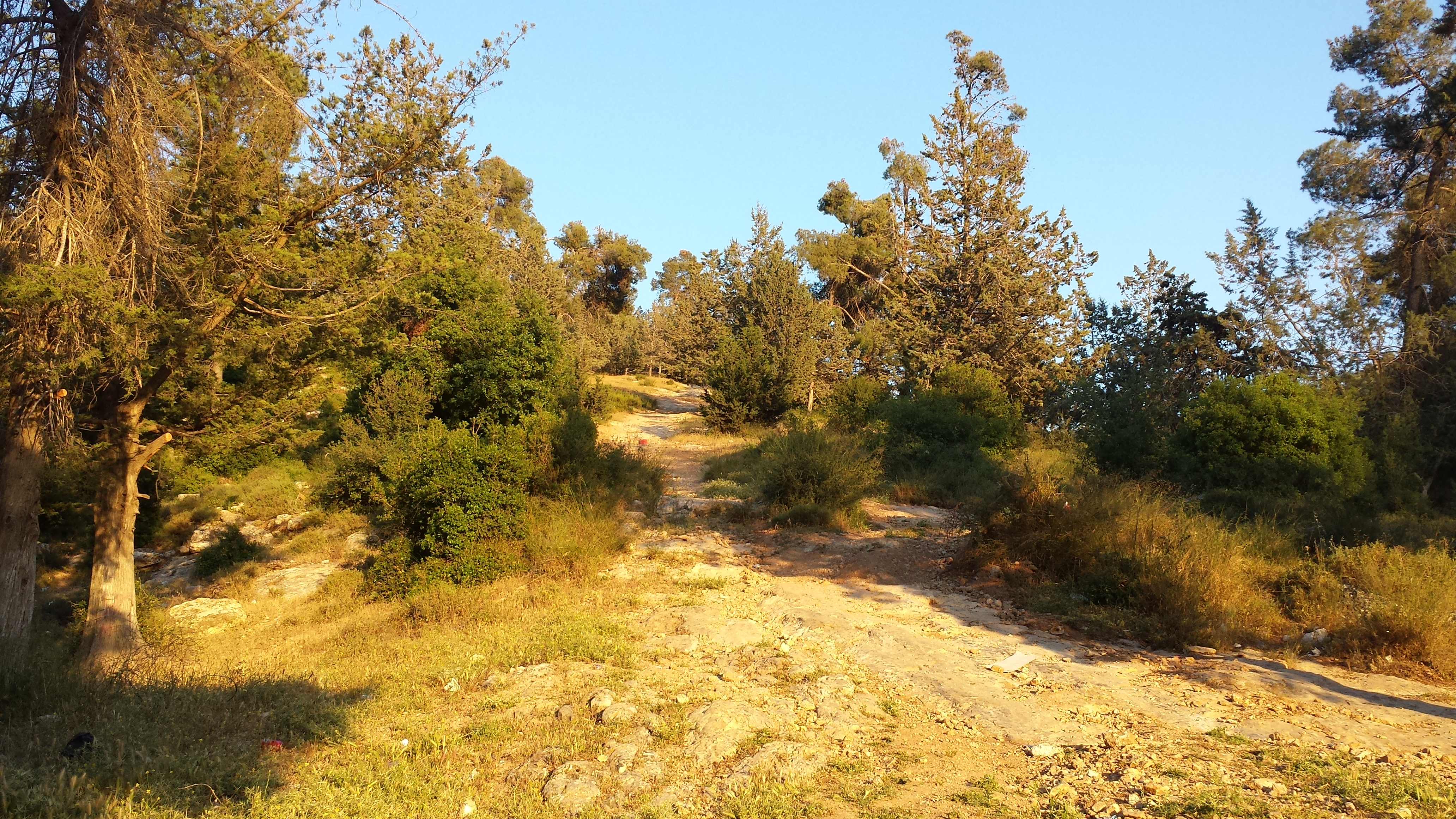
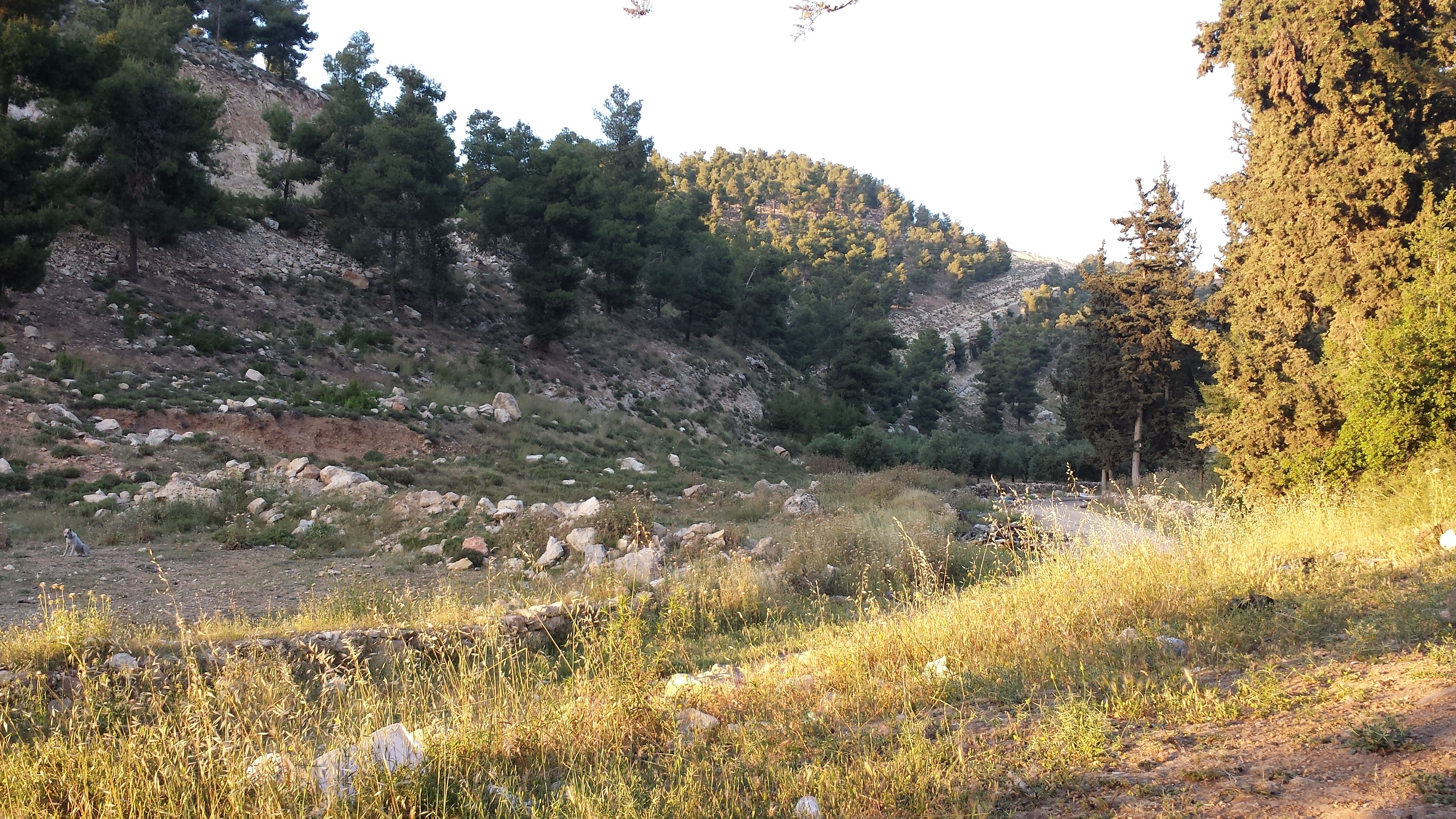